# Маяк (Бобруйский район)
Маяк (бел. Маяк) — деревня в составе Горбацевичского сельсовета Бобруйского района Могилёвской области Республики Беларусь.

## История
До 6 июня 2006 года населённый пункт имел статус посёлка.

## Население
- 1999 год — 25 человек
- 2010 год — 21 человек